# Camoto
Bernabé Cantos Giménez, más conocido deportivamente como"Camoto", nació en (Albacete, España, el 27 de octubre de 1917 -18 De Septiembre De 1999) es un exfutbolista, y exentrenador que actuaba de defensa central y su primer club profesional fue el Albacete Balompié.
Ejerció como futbolista, antes de la Guerra Civil, ya había jugado en varios equipos amateur de la localidad manchega. Tras terminar la Guerra, juega en el Albacete, del cual pasa al Imperio de Madrid, en 1939-40, que militaba en la 2°División de España, la temporada siguiente firmaría por el Elche Club de Fútbol, de la 3°División, tras pasar por las filas del Villarreal, ficha por el Granada Club de Fútbol, con el que debuta en 1°División, pasando de esta manera a la historia del fútbol de Albacete, tras convertirse en el primer Albaceteño, que juega en la máxima categoría del fútbol español, en su localidad natal una calle lleva su nombre en honor de Bernabé. La temporada siguiente se marcha al CD Málaga, de la tercera división, tras jugar en equipos como el Albacete, UD Melilla, Maestranza, Arosa, en 2°División y de nuevo Albacete donde se retiraría como futbolista.
Como entrenador, pasó por los banquillos de Albacete Balompié y Úbeda Club de Fútbol, entre otros.
Falleció en 1999.